# Lista di asteroidi (789001-790000)
Di seguito una lista di asteroidi dal numero 789001  al 790000 con data di scoperta e scopritore.

## 789001–789100
| Nome   | Designazione provvisoria | Data di scoperta  | Scopritore          |
| ------ | ------------------------ | ----------------- | ------------------- |
| 789001 | 2017 HE95                | 27 aprile 2017    | Pan-STARRS          |
| 789002 | 2017 HL95                | 22 aprile 2017    | Mount Lemmon Survey |
| 789003 | 2017 HW95                | 28 aprile 2017    | Pan-STARRS          |
| 789004 | 2017 HJ98                | 27 aprile 2017    | Pan-STARRS          |
| 789005 | 2017 HA99                | 27 aprile 2017    | Pan-STARRS          |
| 789006 | 2017 HL99                | 20 aprile 2017    | Pan-STARRS          |
| 789007 | 2017 HJ100               | 27 aprile 2017    | Pan-STARRS          |
| 789008 | 2017 HF101               | 19 aprile 2017    | Mount Lemmon Survey |
| 789009 | 2017 HN103               | 26 aprile 2017    | Pan-STARRS          |
| 789010 | 2017 HR103               | 20 aprile 2017    | Pan-STARRS          |
| 789011 | 2017 HU103               | 27 aprile 2017    | Pan-STARRS          |
| 789012 | 2017 HY103               | 20 aprile 2017    | Pan-STARRS          |
| 789013 | 2017 HE104               | 20 aprile 2017    | Pan-STARRS          |
| 789014 | 2017 HZ104               | 23 ottobre 2014   | Spacewatch          |
| 789015 | 2017 HO105               | 6 novembre 2005   | Mount Lemmon Survey |
| 789016 | 2017 HQ105               | 20 aprile 2017    | Pan-STARRS          |
| 789017 | 2017 HX105               | 19 settembre 2014 | Pan-STARRS          |
| 789018 | 2017 HK115               | 7 agosto 2018     | Pan-STARRS          |
| 789019 | 2017 HQ115               | 20 aprile 2017    | Pan-STARRS          |
| 789020 | 2017 JV4                 | 6 aprile 2017     | Mount Lemmon Survey |
| 789021 | 2017 JH7                 | 4 ottobre 2014    | Mount Lemmon Survey |
| 789022 | 2017 JU7                 | 1 maggio 2017     | Mount Lemmon Survey |
| 789023 | 2017 JS8                 | 1 maggio 2017     | Mount Lemmon Survey |
| 789024 | 2017 JU8                 | 5 maggio 2017     | Pan-STARRS          |
| 789025 | 2017 JZ10                | 15 maggio 2017    | Mount Lemmon Survey |
| 789026 | 2017 KY1                 | 2 gennaio 2016    | Pan-STARRS          |
| 789027 | 2017 KT2                 | 4 dicembre 2015   | Pan-STARRS          |
| 789028 | 2017 KB6                 | 25 marzo 2012     | CSS                 |
| 789029 | 2017 KC8                 | 7 giugno 2013     | Pan-STARRS          |
| 789030 | 2017 KR12                | 7 marzo 2017      | Pan-STARRS          |
| 789031 | 2017 KK14                | 1 maggio 2017     | Mount Lemmon Survey |
| 789032 | 2017 KO14                | 1 maggio 2017     | Mount Lemmon Survey |
| 789033 | 2017 KD17                | 16 febbraio 2012  | Pan-STARRS          |
| 789034 | 2017 KV17                | 18 maggio 2017    | Pan-STARRS          |
| 789035 | 2017 KX17                | 18 maggio 2017    | Pan-STARRS          |
| 789036 | 2017 KR18                | 2 gennaio 2016    | Mount Lemmon Survey |
| 789037 | 2017 KA22                | 3 febbraio 2016   | Pan-STARRS          |
| 789038 | 2017 KU22                | 14 aprile 2008    | Mount Lemmon Survey |
| 789039 | 2017 KV22                | 30 dicembre 2015  | Pan-STARRS          |
| 789040 | 2017 KW23                | 30 giugno 2013    | Pan-STARRS          |
| 789041 | 2017 KW26                | 18 maggio 2017    | Pan-STARRS          |
| 789042 | 2017 KQ28                | 18 maggio 2013    | Mount Lemmon Survey |
| 789043 | 2017 KG29                | 25 maggio 2017    | Pan-STARRS          |
| 789044 | 2017 KV30                | 30 giugno 2013    | Pan-STARRS          |
| 789045 | 2017 KR32                | 2 gennaio 2016    | Mount Lemmon Survey |
| 789046 | 2017 KK35                | 29 gennaio 2011   | Mount Lemmon Survey |
| 789047 | 2017 KP38                | 26 maggio 2017    | Pan-STARRS          |
| 789048 | 2017 KS38                | 3 gennaio 2012    | Mount Lemmon Survey |
| 789049 | 2017 KC39                | 21 giugno 2012    | Spacewatch          |
| 789050 | 2017 KR40                | 27 maggio 2017    | Pan-STARRS          |
| 789051 | 2017 KB41                | 28 aprile 2008    | Spacewatch          |
| 789052 | 2017 KC41                | 17 maggio 2017    | Mount Lemmon Survey |
| 789053 | 2017 KS42                | 21 maggio 2017    | Pan-STARRS          |
| 789054 | 2017 KW44                | 21 maggio 2017    | Pan-STARRS          |
| 789055 | 2017 KO51                | 9 febbraio 2016   | Pan-STARRS          |
| 789056 | 2017 KT51                | 17 maggio 2017    | Pan-STARRS          |
| 789057 | 2017 LN2                 | 2 giugno 2017     | CTIO-DECam          |
| 789058 | 2017 MB1                 | 19 giugno 2017    | Mount Lemmon Survey |
| 789059 | 2017 MQ1                 | 4 novembre 2005   | Mount Lemmon Survey |
| 789060 | 2017 MR1                 | 31 dicembre 2007  | Spacewatch          |
| 789061 | 2017 MU9                 | 29 marzo 2012     | Pan-STARRS          |
| 789062 | 2017 MJ10                | 2 ottobre 2008    | CSS                 |
| 789063 | 2017 MC14                | 28 marzo 2016     | CTIO-DECam          |
| 789064 | 2017 MO14                | 14 agosto 2006    | SSS                 |
| 789065 | 2017 MN16                | 4 novembre 2013   | Spacewatch          |
| 789066 | 2017 MD17                | 25 giugno 2017    | Pan-STARRS          |
| 789067 | 2017 ME17                | 22 giugno 2017    | Pan-STARRS          |
| 789068 | 2017 MZ17                | 21 giugno 2017    | Pan-STARRS          |
| 789069 | 2017 MR18                | 25 giugno 2017    | Pan-STARRS          |
| 789070 | 2017 MD19                | 25 giugno 2017    | Pan-STARRS          |
| 789071 | 2017 MJ19                | 25 giugno 2017    | Pan-STARRS          |
| 789072 | 2017 MM21                | 25 giugno 2017    | Pan-STARRS          |
| 789073 | 2017 MN21                | 25 giugno 2017    | Pan-STARRS          |
| 789074 | 2017 MF22                | 25 giugno 2017    | Pan-STARRS          |
| 789075 | 2017 MF27                | 25 giugno 2017    | Pan-STARRS          |
| 789076 | 2017 MR27                | 25 giugno 2017    | Pan-STARRS          |
| 789077 | 2017 MN29                | 25 giugno 2017    | Pan-STARRS          |
| 789078 | 2017 MO29                | 25 giugno 2017    | Pan-STARRS          |
| 789079 | 2017 MD30                | 25 giugno 2017    | Pan-STARRS          |
| 789080 | 2017 ML31                | 8 novembre 2013   | CSS                 |
| 789081 | 2017 MC32                | 23 marzo 2012     | Mount Lemmon Survey |
| 789082 | 2017 MQ32                | 23 giugno 2017    | Pan-STARRS          |
| 789083 | 2017 MS33                | 24 giugno 2017    | Pan-STARRS          |
| 789084 | 2017 MN35                | 22 giugno 2017    | Pan-STARRS          |
| 789085 | 2017 MD37                | 25 giugno 2017    | Pan-STARRS          |
| 789086 | 2017 MF37                | 22 giugno 2017    | Pan-STARRS          |
| 789087 | 2017 MG37                | 22 giugno 2017    | Pan-STARRS          |
| 789088 | 2017 MP38                | 25 giugno 2017    | Pan-STARRS          |
| 789089 | 2017 MX38                | 24 giugno 2017    | Pan-STARRS          |
| 789090 | 2017 NQ2                 | 16 settembre 2012 | L. Elenin           |
| 789091 | 2017 NK5                 | 24 agosto 2008    | Spacewatch          |
| 789092 | 2017 NJ7                 | 5 luglio 2017     | Pan-STARRS          |
| 789093 | 2017 ND12                | 4 luglio 2017     | Pan-STARRS          |
| 789094 | 2017 NW12                | 4 luglio 2017     | Pan-STARRS          |
| 789095 | 2017 NL16                | 2 luglio 2017     | Mount Lemmon Survey |
| 789096 | 2017 NZ17                | 1 luglio 2017     | Mount Lemmon Survey |
| 789097 | 2017 NA18                | 15 luglio 2017    | Pan-STARRS          |
| 789098 | 2017 NY18                | 4 luglio 2017     | Pan-STARRS          |
| 789099 | 2017 ND19                | 4 luglio 2017     | Pan-STARRS          |
| 789100 | 2017 NJ24                | 4 luglio 2017     | Pan-STARRS          |

## 789101–789200
| Nome   | Designazione provvisoria | Data di scoperta | Scopritore          |
| ------ | ------------------------ | ---------------- | ------------------- |
| 789101 | 2017 NV25                | 5 giugno 2011    | Mount Lemmon Survey |
| 789102 | 2017 ND26                | 4 luglio 2017    | Pan-STARRS          |
| 789103 | 2017 NR26                | 25 gennaio 2009  | Spacewatch          |
| 789104 | 2017 NX26                | 5 luglio 2017    | Pan-STARRS          |
| 789105 | 2017 NB31                | 4 luglio 2017    | Pan-STARRS          |
| 789106 | 2017 NC33                | 15 luglio 2017   | Pan-STARRS          |
| 789107 | 2017 NU33                | 4 luglio 2017    | Pan-STARRS          |
| 789108 | 2017 NW33                | 15 luglio 2017   | Pan-STARRS          |
| 789109 | 2017 NG35                | 4 luglio 2017    | Pan-STARRS          |
| 789110 | 2017 OS5                 | 17 gennaio 2015  | Pan-STARRS          |
| 789111 | 2017 OC13                | 7 febbraio 2011  | Mount Lemmon Survey |
| 789112 | 2017 ON17                | 25 luglio 2017   | Pan-STARRS          |
| 789113 | 2017 OZ21                | 28 maggio 2012   | Mount Lemmon Survey |
| 789114 | 2017 OE32                | 26 luglio 2017   | Pan-STARRS          |
| 789115 | 2017 OV33                | 27 febbraio 2015 | Pan-STARRS          |
| 789116 | 2017 OH36                | 13 agosto 2012   | Pan-STARRS          |
| 789117 | 2017 OU38                | 27 luglio 2017   | Pan-STARRS          |
| 789118 | 2017 OY39                | 14 marzo 2010    | Mount Lemmon Survey |
| 789119 | 2017 OL40                | 8 febbraio 2011  | Mount Lemmon Survey |
| 789120 | 2017 OT41                | 2 ottobre 2013   | Spacewatch          |
| 789121 | 2017 OZ42                | 27 luglio 2017   | Pan-STARRS          |
| 789122 | 2017 OW43                | 27 luglio 2017   | Pan-STARRS          |
| 789123 | 2017 OW45                | 27 luglio 2017   | Pan-STARRS          |
| 789124 | 2017 OH46                | 27 luglio 2017   | Pan-STARRS          |
| 789125 | 2017 OO51                | 29 luglio 2017   | Pan-STARRS          |
| 789126 | 2017 OY54                | 5 settembre 2013 | Spacewatch          |
| 789127 | 2017 OP56                | 10 aprile 2015   | Pan-STARRS          |
| 789128 | 2017 OX58                | 8 ottobre 2012   | Pan-STARRS          |
| 789129 | 2017 OZ58                | 30 luglio 2017   | Pan-STARRS          |
| 789130 | 2017 OL59                | 10 ottobre 2012  | Mount Lemmon Survey |
| 789131 | 2017 OG61                | 20 agosto 2004   | Spacewatch          |
| 789132 | 2017 OY64                | 17 gennaio 2015  | Pan-STARRS          |
| 789133 | 2017 OP69                | 30 luglio 2017   | Pan-STARRS          |
| 789134 | 2017 OD70                | 26 luglio 2017   | Pan-STARRS          |
| 789135 | 2017 OH70                | 30 luglio 2017   | Pan-STARRS          |
| 789136 | 2017 OS76                | 30 luglio 2017   | Pan-STARRS          |
| 789137 | 2017 OH78                | 24 luglio 2017   | Pan-STARRS          |
| 789138 | 2017 OX82                | 27 luglio 2017   | Pan-STARRS          |
| 789139 | 2017 OZ83                | 1 maggio 2016    | CTIO-DECam          |
| 789140 | 2017 OF85                | 24 luglio 2017   | ESA OGS             |
| 789141 | 2017 OA87                | 30 luglio 2017   | Pan-STARRS          |
| 789142 | 2017 OB87                | 25 luglio 2017   | Pan-STARRS          |
| 789143 | 2017 OP87                | 30 luglio 2017   | Pan-STARRS          |
| 789144 | 2017 OD88                | 26 luglio 2017   | Pan-STARRS          |
| 789145 | 2017 OF88                | 27 luglio 2017   | Pan-STARRS          |
| 789146 | 2017 OM89                | 25 luglio 2017   | Pan-STARRS          |
| 789147 | 2017 OO89                | 26 luglio 2017   | Pan-STARRS          |
| 789148 | 2017 OW89                | 25 luglio 2017   | Pan-STARRS          |
| 789149 | 2017 OU90                | 27 luglio 2017   | Pan-STARRS          |
| 789150 | 2017 OA91                | 26 luglio 2017   | Pan-STARRS          |
| 789151 | 2017 OL92                | 26 luglio 2017   | Pan-STARRS          |
| 789152 | 2017 OE96                | 30 luglio 2017   | Pan-STARRS          |
| 789153 | 2017 ON96                | 26 luglio 2017   | Pan-STARRS          |
| 789154 | 2017 OW96                | 26 luglio 2017   | Pan-STARRS          |
| 789155 | 2017 OJ97                | 29 luglio 2017   | Pan-STARRS          |
| 789156 | 2017 OF98                | 25 luglio 2017   | Pan-STARRS          |
| 789157 | 2017 OL98                | 25 luglio 2017   | Pan-STARRS          |
| 789158 | 2017 OY98                | 25 luglio 2017   | Pan-STARRS          |
| 789159 | 2017 OF100               | 25 luglio 2017   | Pan-STARRS          |
| 789160 | 2017 OB101               | 25 luglio 2017   | Pan-STARRS          |
| 789161 | 2017 OZ101               | 27 luglio 2017   | Pan-STARRS          |
| 789162 | 2017 OH102               | 25 luglio 2017   | Pan-STARRS          |
| 789163 | 2017 OF103               | 25 luglio 2017   | Pan-STARRS          |
| 789164 | 2017 OW103               | 26 luglio 2017   | Pan-STARRS          |
| 789165 | 2017 OB104               | 30 luglio 2017   | Pan-STARRS          |
| 789166 | 2017 OS105               | 26 luglio 2017   | Pan-STARRS          |
| 789167 | 2017 OV106               | 26 luglio 2017   | Pan-STARRS          |
| 789168 | 2017 OK107               | 26 luglio 2017   | Pan-STARRS          |
| 789169 | 2017 OM107               | 26 luglio 2017   | Pan-STARRS          |
| 789170 | 2017 OQ107               | 27 luglio 2017   | Pan-STARRS          |
| 789171 | 2017 OX107               | 26 luglio 2017   | Pan-STARRS          |
| 789172 | 2017 OK108               | 12 marzo 2016    | Pan-STARRS          |
| 789173 | 2017 OZ113               | 25 luglio 2017   | Pan-STARRS          |
| 789174 | 2017 OC114               | 26 luglio 2017   | Pan-STARRS          |
| 789175 | 2017 OO114               | 29 luglio 2017   | Pan-STARRS          |
| 789176 | 2017 OP114               | 25 luglio 2017   | Pan-STARRS          |
| 789177 | 2017 OS114               | 25 luglio 2017   | Pan-STARRS          |
| 789178 | 2017 OY114               | 4 aprile 2016    | Pan-STARRS          |
| 789179 | 2017 OJ115               | 26 luglio 2017   | Pan-STARRS          |
| 789180 | 2017 OO116               | 24 luglio 2017   | Pan-STARRS          |
| 789181 | 2017 OQ116               | 24 luglio 2017   | Pan-STARRS          |
| 789182 | 2017 OS116               | 27 luglio 2017   | Pan-STARRS          |
| 789183 | 2017 OM117               | 27 luglio 2017   | Pan-STARRS          |
| 789184 | 2017 OO117               | 30 luglio 2017   | Pan-STARRS          |
| 789185 | 2017 OS118               | 26 luglio 2017   | Pan-STARRS          |
| 789186 | 2017 OH119               | 29 luglio 2017   | Pan-STARRS          |
| 789187 | 2017 OS119               | 26 luglio 2017   | Pan-STARRS          |
| 789188 | 2017 OY120               | 30 luglio 2017   | Pan-STARRS          |
| 789189 | 2017 OG121               | 30 luglio 2017   | Pan-STARRS          |
| 789190 | 2017 OM121               | 30 luglio 2017   | Pan-STARRS          |
| 789191 | 2017 OV121               | 30 luglio 2017   | Pan-STARRS          |
| 789192 | 2017 OW121               | 30 luglio 2017   | Pan-STARRS          |
| 789193 | 2017 OB124               | 1 maggio 2016    | Pan-STARRS          |
| 789194 | 2017 OG130               | 7 maggio 2016    | Pan-STARRS          |
| 789195 | 2017 OC137               | 30 luglio 2017   | Pan-STARRS          |
| 789196 | 2017 OX137               | 27 luglio 2017   | Pan-STARRS          |
| 789197 | 2017 OD138               | 25 luglio 2017   | Pan-STARRS          |
| 789198 | 2017 OW139               | 28 gennaio 2014  | Spacewatch          |
| 789199 | 2017 OZ139               | 3 dicembre 2013  | Pan-STARRS          |
| 789200 | 2017 OL140               | 27 luglio 2017   | Pan-STARRS          |

## 789201–789300
| Nome   | Designazione provvisoria | Data di scoperta  | Scopritore          |
| ------ | ------------------------ | ----------------- | ------------------- |
| 789201 | 2017 OO140               | 25 luglio 2017    | Pan-STARRS          |
| 789202 | 2017 OU140               | 27 luglio 2017    | Pan-STARRS          |
| 789203 | 2017 OZ140               | 25 luglio 2017    | Pan-STARRS          |
| 789204 | 2017 OY142               | 3 maggio 2016     | CTIO-DECam          |
| 789205 | 2017 OK146               | 25 luglio 2017    | Pan-STARRS          |
| 789206 | 2017 OZ148               | 10 marzo 2016     | Mount Lemmon Survey |
| 789207 | 2017 ON150               | 26 novembre 2013  | Mount Lemmon Survey |
| 789208 | 2017 OA151               | 9 novembre 2013   | Mount Lemmon Survey |
| 789209 | 2017 OH151               | 27 luglio 2017    | Pan-STARRS          |
| 789210 | 2017 OB155               | 26 luglio 2017    | Pan-STARRS          |
| 789211 | 2017 OJ166               | 29 luglio 2017    | Pan-STARRS          |
| 789212 | 2017 OU179               | 30 luglio 2017    | Pan-STARRS          |
| 789213 | 2017 OK180               | 29 luglio 2017    | Pan-STARRS          |
| 789214 | 2017 OY180               | 27 luglio 2017    | Pan-STARRS          |
| 789215 | 2017 OB181               | 26 luglio 2017    | Pan-STARRS          |
| 789216 | 2017 OC181               | 27 luglio 2017    | Pan-STARRS          |
| 789217 | 2017 OH181               | 25 luglio 2017    | Pan-STARRS          |
| 789218 | 2017 OZ181               | 25 luglio 2017    | Pan-STARRS          |
| 789219 | 2017 OE182               | 25 luglio 2017    | Pan-STARRS          |
| 789220 | 2017 OO182               | 30 luglio 2017    | Pan-STARRS          |
| 789221 | 2017 ON183               | 26 luglio 2017    | Pan-STARRS          |
| 789222 | 2017 OU183               | 25 luglio 2017    | Pan-STARRS          |
| 789223 | 2017 OW183               | 29 luglio 2017    | Pan-STARRS          |
| 789224 | 2017 OP185               | 25 luglio 2017    | Pan-STARRS          |
| 789225 | 2017 OJ187               | 25 luglio 2017    | Pan-STARRS          |
| 789226 | 2017 OG200               | 25 luglio 2017    | Pan-STARRS          |
| 789227 | 2017 PY                  | 1 agosto 2017     | Pan-STARRS          |
| 789228 | 2017 PN1                 | 10 ottobre 2012   | Mount Lemmon Survey |
| 789229 | 2017 PT1                 | 26 gennaio 2014   | Pan-STARRS          |
| 789230 | 2017 PK3                 | 18 aprile 2015    | CTIO-DECam          |
| 789231 | 2017 PM3                 | 1 agosto 2017     | Pan-STARRS          |
| 789232 | 2017 PA5                 | 20 gennaio 2015   | Pan-STARRS          |
| 789233 | 2017 PM5                 | 16 febbraio 2015  | Pan-STARRS          |
| 789234 | 2017 PX8                 | 16 febbraio 2015  | Pan-STARRS          |
| 789235 | 2017 PB9                 | 18 aprile 2015    | CTIO-DECam          |
| 789236 | 2017 PD10                | 1 gennaio 2009    | Spacewatch          |
| 789237 | 2017 PF11                | 24 marzo 2015     | Mount Lemmon Survey |
| 789238 | 2017 PA13                | 18 marzo 2015     | Pan-STARRS          |
| 789239 | 2017 PA14                | 25 gennaio 2014   | Pan-STARRS          |
| 789240 | 2017 PB16                | 1 agosto 2017     | Pan-STARRS          |
| 789241 | 2017 PQ16                | 17 marzo 2015     | Mount Lemmon Survey |
| 789242 | 2017 PB19                | 22 febbraio 2009  | Spacewatch          |
| 789243 | 2017 PF19                | 30 luglio 2017    | Pan-STARRS          |
| 789244 | 2017 PT21                | 21 marzo 2009     | Mount Lemmon Survey |
| 789245 | 2017 PJ23                | 1 agosto 2017     | Pan-STARRS          |
| 789246 | 2017 PQ27                | 14 agosto 2017    | C. Rinner           |
| 789247 | 2017 PK39                | 4 settembre 2008  | Spacewatch          |
| 789248 | 2017 PL39                | 15 agosto 2017    | Pan-STARRS          |
| 789249 | 2017 PF43                | 3 agosto 2017     | Pan-STARRS          |
| 789250 | 2017 PR48                | 3 agosto 2017     | Pan-STARRS          |
| 789251 | 2017 PV48                | 6 agosto 2017     | Pan-STARRS          |
| 789252 | 2017 PD50                | 1 agosto 2017     | Pan-STARRS          |
| 789253 | 2017 PQ52                | 18 aprile 2015    | Mount Lemmon Survey |
| 789254 | 2017 PZ53                | 1 agosto 2017     | Pan-STARRS          |
| 789255 | 2017 PA55                | 3 agosto 2017     | Pan-STARRS          |
| 789256 | 2017 PB55                | 1 agosto 2017     | Pan-STARRS          |
| 789257 | 2017 PV56                | 1 agosto 2017     | Pan-STARRS          |
| 789258 | 2017 PP58                | 1 agosto 2017     | Pan-STARRS          |
| 789259 | 2017 PB61                | 13 gennaio 2015   | Pan-STARRS          |
| 789260 | 2017 PC61                | 25 luglio 2017    | Pan-STARRS          |
| 789261 | 2017 PX62                | 1 novembre 2008   | Mount Lemmon Survey |
| 789262 | 2017 PC63                | 1 agosto 2017     | Pan-STARRS          |
| 789263 | 2017 PT63                | 1 agosto 2017     | Pan-STARRS          |
| 789264 | 2017 PR64                | 1 agosto 2017     | Pan-STARRS          |
| 789265 | 2017 PR66                | 3 agosto 2017     | Pan-STARRS          |
| 789266 | 2017 PX67                | 15 agosto 2017    | Pan-STARRS          |
| 789267 | 2017 PZ67                | 12 agosto 2017    | Pan-STARRS          |
| 789268 | 2017 PA69                | 12 agosto 2017    | Pan-STARRS          |
| 789269 | 2017 PJ69                | 15 agosto 2017    | Pan-STARRS          |
| 789270 | 2017 PK69                | 14 agosto 2017    | Pan-STARRS          |
| 789271 | 2017 PA70                | 1 agosto 2017     | Pan-STARRS          |
| 789272 | 2017 PU70                | 3 agosto 2017     | Pan-STARRS          |
| 789273 | 2017 PY70                | 22 gennaio 2015   | Pan-STARRS          |
| 789274 | 2017 PL71                | 30 dicembre 2007  | Spacewatch          |
| 789275 | 2017 PW73                | 3 agosto 2017     | Pan-STARRS          |
| 789276 | 2017 PZ74                | 1 agosto 2017     | Pan-STARRS          |
| 789277 | 2017 PD75                | 1 agosto 2017     | Pan-STARRS          |
| 789278 | 2017 PG84                | 1 agosto 2017     | Pan-STARRS          |
| 789279 | 2017 PH85                | 1 agosto 2017     | Pan-STARRS          |
| 789280 | 2017 PL85                | 1 agosto 2017     | Pan-STARRS          |
| 789281 | 2017 PQ86                | 23 gennaio 2015   | Pan-STARRS          |
| 789282 | 2017 QW9                 | 1 agosto 2009     | Spacewatch          |
| 789283 | 2017 QL10                | 1 agosto 2017     | Pan-STARRS          |
| 789284 | 2017 QD20                | 19 ottobre 2006   | DES                 |
| 789285 | 2017 QG26                | 23 agosto 2017    | Pan-STARRS          |
| 789286 | 2017 QJ27                | 10 settembre 2008 | Spacewatch          |
| 789287 | 2017 QP29                | 21 ottobre 2012   | Mount Lemmon Survey |
| 789288 | 2017 QZ36                | 14 settembre 2007 | Spacewatch          |
| 789289 | 2017 QA39                | 16 agosto 2017    | Pan-STARRS          |
| 789290 | 2017 QZ39                | 25 giugno 2017    | Pan-STARRS          |
| 789291 | 2017 QS40                | 11 ottobre 2012   | Mount Lemmon Survey |
| 789292 | 2017 QW40                | 25 luglio 2017    | Pan-STARRS          |
| 789293 | 2017 QN41                | 17 settembre 2012 | Spacewatch          |
| 789294 | 2017 QL42                | 13 settembre 2007 | Mount Lemmon Survey |
| 789295 | 2017 QP42                | 26 luglio 2017    | Pan-STARRS          |
| 789296 | 2017 QU43                | 9 novembre 2013   | Mount Lemmon Survey |
| 789297 | 2017 QK44                | 30 marzo 2016     | Pan-STARRS          |
| 789298 | 2017 QE49                | 25 agosto 2012    | Spacewatch          |
| 789299 | 2017 QJ55                | 3 settembre 2008  | Spacewatch          |
| 789300 | 2017 QZ56                | 26 luglio 2017    | Pan-STARRS          |

## 789301–789400
| Nome   | Designazione provvisoria | Data di scoperta  | Scopritore          |
| ------ | ------------------------ | ----------------- | ------------------- |
| 789301 | 2017 QG57                | 19 agosto 2017    | Pan-STARRS          |
| 789302 | 2017 QO57                | 29 luglio 2017    | Pan-STARRS          |
| 789303 | 2017 QQ57                | 3 maggio 2016     | CTIO-DECam          |
| 789304 | 2017 QO58                | 15 marzo 2007     | Mount Lemmon Survey |
| 789305 | 2017 QX59                | 26 settembre 2006 | Mount Lemmon Survey |
| 789306 | 2017 QH65                | 19 febbraio 2015  | Spacewatch          |
| 789307 | 2017 QC66                | 26 luglio 2017    | Pan-STARRS          |
| 789308 | 2017 QX67                | 31 agosto 2017    | Pan-STARRS          |
| 789309 | 2017 QY67                | 24 agosto 2017    | Pan-STARRS          |
| 789310 | 2017 QK74                | 22 agosto 2017    | Pan-STARRS          |
| 789311 | 2017 QB77                | 22 agosto 2017    | Pan-STARRS          |
| 789312 | 2017 QE79                | 31 agosto 2017    | Pan-STARRS          |
| 789313 | 2017 QW82                | 31 agosto 2017    | Mount Lemmon Survey |
| 789314 | 2017 QN83                | 24 agosto 2017    | Pan-STARRS          |
| 789315 | 2017 QU83                | 24 agosto 2017    | Pan-STARRS          |
| 789316 | 2017 QU87                | 16 agosto 2017    | Pan-STARRS          |
| 789317 | 2017 QW87                | 31 agosto 2017    | Pan-STARRS          |
| 789318 | 2017 QF89                | 31 agosto 2017    | Pan-STARRS          |
| 789319 | 2017 QS91                | 20 ottobre 2012   | Spacewatch          |
| 789320 | 2017 QV91                | 15 ottobre 2012   | Pan-STARRS          |
| 789321 | 2017 QA92                | 31 agosto 2017    | Pan-STARRS          |
| 789322 | 2017 QO92                | 31 agosto 2017    | Pan-STARRS          |
| 789323 | 2017 QQ92                | 31 agosto 2017    | Pan-STARRS          |
| 789324 | 2017 QY92                | 16 agosto 2017    | Pan-STARRS          |
| 789325 | 2017 QJ94                | 31 agosto 2017    | Mount Lemmon Survey |
| 789326 | 2017 QN94                | 18 agosto 2017    | Pan-STARRS          |
| 789327 | 2017 QR94                | 31 agosto 2017    | Pan-STARRS          |
| 789328 | 2017 QH97                | 23 agosto 2017    | Pan-STARRS          |
| 789329 | 2017 QN97                | 18 agosto 2017    | Pan-STARRS          |
| 789330 | 2017 QW97                | 31 agosto 2017    | Pan-STARRS          |
| 789331 | 2017 QY97                | 23 agosto 2017    | Pan-STARRS          |
| 789332 | 2017 QG98                | 23 agosto 2017    | Pan-STARRS          |
| 789333 | 2017 QN99                | 23 agosto 2017    | Pan-STARRS          |
| 789334 | 2017 QG100               | 18 agosto 2017    | Pan-STARRS          |
| 789335 | 2017 QW101               | 19 agosto 2017    | Pan-STARRS          |
| 789336 | 2017 QZ101               | 31 agosto 2017    | Mount Lemmon Survey |
| 789337 | 2017 QN107               | 31 agosto 2017    | Pan-STARRS          |
| 789338 | 2017 QB108               | 21 gennaio 2015   | Pan-STARRS          |
| 789339 | 2017 QC109               | 24 agosto 2017    | Pan-STARRS          |
| 789340 | 2017 QU112               | 16 agosto 2017    | Pan-STARRS          |
| 789341 | 2017 QZ112               | 25 luglio 2017    | Pan-STARRS          |
| 789342 | 2017 QE113               | 24 agosto 2017    | Pan-STARRS          |
| 789343 | 2017 QK113               | 23 agosto 2017    | Pan-STARRS          |
| 789344 | 2017 QL113               | 31 agosto 2017    | Pan-STARRS          |
| 789345 | 2017 QM115               | 19 aprile 2015    | CTIO-DECam          |
| 789346 | 2017 QY115               | 23 agosto 2017    | Pan-STARRS          |
| 789347 | 2017 QQ116               | 16 aprile 2016    | Pan-STARRS          |
| 789348 | 2017 QP118               | 16 agosto 2017    | Pan-STARRS          |
| 789349 | 2017 QF119               | 18 agosto 2017    | ESA OGS             |
| 789350 | 2017 QH119               | 31 agosto 2017    | Mount Lemmon Survey |
| 789351 | 2017 QP119               | 16 agosto 2017    | Pan-STARRS          |
| 789352 | 2017 QX119               | 28 agosto 2017    | Mount Lemmon Survey |
| 789353 | 2017 QF120               | 23 agosto 2017    | Pan-STARRS          |
| 789354 | 2017 QM120               | 10 aprile 2015    | Mount Lemmon Survey |
| 789355 | 2017 QD121               | 18 agosto 2017    | Pan-STARRS          |
| 789356 | 2017 QL121               | 28 gennaio 2014   | Spacewatch          |
| 789357 | 2017 QW121               | 31 agosto 2017    | Pan-STARRS          |
| 789358 | 2017 QJ122               | 28 agosto 2017    | Mount Lemmon Survey |
| 789359 | 2017 QP122               | 18 aprile 2015    | CTIO-DECam          |
| 789360 | 2017 QQ122               | 31 agosto 2017    | Pan-STARRS          |
| 789361 | 2017 QF124               | 31 agosto 2017    | Mount Lemmon Survey |
| 789362 | 2017 QL124               | 31 agosto 2017    | Pan-STARRS          |
| 789363 | 2017 QO124               | 31 agosto 2017    | Pan-STARRS          |
| 789364 | 2017 QV124               | 16 agosto 2017    | Pan-STARRS          |
| 789365 | 2017 QB125               | 16 agosto 2017    | Pan-STARRS          |
| 789366 | 2017 QE126               | 30 agosto 2017    | Mount Lemmon Survey |
| 789367 | 2017 QS132               | 16 agosto 2017    | Pan-STARRS          |
| 789368 | 2017 QH136               | 18 agosto 2017    | Pan-STARRS          |
| 789369 | 2017 QF145               | 22 agosto 2017    | Pan-STARRS          |
| 789370 | 2017 QE147               | 18 agosto 2017    | Pan-STARRS          |
| 789371 | 2017 QP147               | 16 agosto 2017    | Pan-STARRS          |
| 789372 | 2017 QW149               | 24 agosto 2017    | Pan-STARRS          |
| 789373 | 2017 QK150               | 24 agosto 2017    | Pan-STARRS          |
| 789374 | 2017 QR150               | 18 agosto 2017    | Pan-STARRS          |
| 789375 | 2017 QD151               | 31 agosto 2017    | Pan-STARRS          |
| 789376 | 2017 QQ151               | 23 agosto 2017    | Pan-STARRS          |
| 789377 | 2017 QH152               | 20 agosto 2017    | Pan-STARRS          |
| 789378 | 2017 QP152               | 24 agosto 2017    | Pan-STARRS          |
| 789379 | 2017 QX152               | 31 agosto 2017    | Pan-STARRS          |
| 789380 | 2017 QE156               | 16 agosto 2017    | Pan-STARRS          |
| 789381 | 2017 QY157               | 18 agosto 2017    | Pan-STARRS          |
| 789382 | 2017 QN158               | 31 agosto 2017    | Pan-STARRS          |
| 789383 | 2017 QR167               | 16 agosto 2017    | Pan-STARRS          |
| 789384 | 2017 QH181               | 18 agosto 2017    | Pan-STARRS          |
| 789385 | 2017 QP181               | 18 agosto 2017    | Pan-STARRS          |
| 789386 | 2017 QQ181               | 18 agosto 2017    | Pan-STARRS          |
| 789387 | 2017 QL182               | 16 agosto 2017    | Pan-STARRS          |
| 789388 | 2017 QA183               | 31 agosto 2017    | Mount Lemmon Survey |
| 789389 | 2017 QG183               | 24 agosto 2017    | Pan-STARRS          |
| 789390 | 2017 QH183               | 31 agosto 2017    | Pan-STARRS          |
| 789391 | 2017 QS183               | 16 agosto 2017    | Pan-STARRS          |
| 789392 | 2017 QW184               | 31 agosto 2017    | Mount Lemmon Survey |
| 789393 | 2017 QT185               | 18 agosto 2017    | Pan-STARRS          |
| 789394 | 2017 QO186               | 24 agosto 2017    | Pan-STARRS          |
| 789395 | 2017 QY186               | 28 agosto 2017    | Mount Lemmon Survey |
| 789396 | 2017 QZ186               | 24 agosto 2017    | Pan-STARRS          |
| 789397 | 2017 QG187               | 31 agosto 2017    | Pan-STARRS          |
| 789398 | 2017 QJ187               | 31 agosto 2017    | Mount Lemmon Survey |
| 789399 | 2017 QW187               | 22 gennaio 2015   | Pan-STARRS          |
| 789400 | 2017 QR188               | 13 settembre 2007 | Mount Lemmon Survey |

## 789401–789500
| Nome   | Designazione provvisoria | Data di scoperta  | Scopritore          |
| ------ | ------------------------ | ----------------- | ------------------- |
| 789401 | 2017 QD189               | 24 agosto 2017    | Pan-STARRS          |
| 789402 | 2017 QS189               | 24 agosto 2017    | Pan-STARRS          |
| 789403 | 2017 QF190               | 24 agosto 2017    | Pan-STARRS          |
| 789404 | 2017 QG190               | 16 agosto 2017    | Pan-STARRS          |
| 789405 | 2017 QZ204               | 26 gennaio 2020   | Pan-STARRS 2        |
| 789406 | 2017 QV216               | 17 agosto 2017    | Pan-STARRS          |
| 789407 | 2017 RJ3                 | 24 maggio 2011    | Pan-STARRS          |
| 789408 | 2017 RW3                 | 30 aprile 2012    | Mount Lemmon Survey |
| 789409 | 2017 RH5                 | 3 dicembre 2008   | Mount Lemmon Survey |
| 789410 | 2017 RA10                | 16 febbraio 2015  | Pan-STARRS          |
| 789411 | 2017 RX10                | 7 gennaio 2014    | Mount Lemmon Survey |
| 789412 | 2017 RS11                | 3 ottobre 2013    | Pan-STARRS          |
| 789413 | 2017 RM22                | 26 luglio 2011    | Pan-STARRS          |
| 789414 | 2017 RS22                | 3 agosto 2017     | Pan-STARRS          |
| 789415 | 2017 RH26                | 16 agosto 2017    | Pan-STARRS          |
| 789416 | 2017 RQ26                | 5 giugno 2016     | Pan-STARRS          |
| 789417 | 2017 RV29                | 19 febbraio 2009  | Spacewatch          |
| 789418 | 2017 RF30                | 9 maggio 2016     | Mount Lemmon Survey |
| 789419 | 2017 RL30                | 28 settembre 2008 | Mount Lemmon Survey |
| 789420 | 2017 RP30                | 18 agosto 2017    | Pan-STARRS          |
| 789421 | 2017 RE32                | 18 aprile 2015    | CTIO-DECam          |
| 789422 | 2017 RF33                | 26 febbraio 2014  | Pan-STARRS          |
| 789423 | 2017 RA36                | 19 novembre 2003  | Spacewatch          |
| 789424 | 2017 RS36                | 2 agosto 2011     | Pan-STARRS          |
| 789425 | 2017 RU38                | 17 settembre 2006 | Spacewatch          |
| 789426 | 2017 RX38                | 16 agosto 2017    | Pan-STARRS          |
| 789427 | 2017 RZ38                | 14 settembre 2017 | Pan-STARRS          |
| 789428 | 2017 RZ39                | 14 settembre 2017 | Pan-STARRS          |
| 789429 | 2017 RD40                | 30 agosto 2011    | Pan-STARRS          |
| 789430 | 2017 RN41                | 21 agosto 2001    | Spacewatch          |
| 789431 | 2017 RA43                | 5 marzo 2008      | Mount Lemmon Survey |
| 789432 | 2017 RE43                | 28 febbraio 2014  | Pan-STARRS          |
| 789433 | 2017 RW47                | 28 agosto 2001    | Spacewatch          |
| 789434 | 2017 RL51                | 17 settembre 2006 | Spacewatch          |
| 789435 | 2017 RH52                | 14 settembre 2017 | Pan-STARRS          |
| 789436 | 2017 RS52                | 20 febbraio 2009  | Spacewatch          |
| 789437 | 2017 RA54                | 5 novembre 2007   | Mount Lemmon Survey |
| 789438 | 2017 RP54                | 17 settembre 2006 | Spacewatch          |
| 789439 | 2017 RJ55                | 27 agosto 2006    | Spacewatch          |
| 789440 | 2017 RX55                | 19 aprile 2015    | CTIO-DECam          |
| 789441 | 2017 RD58                | 17 aprile 2009    | Spacewatch          |
| 789442 | 2017 RT58                | 12 settembre 2007 | Mount Lemmon Survey |
| 789443 | 2017 RG62                | 11 ottobre 2012   | Pan-STARRS          |
| 789444 | 2017 RM64                | 26 agosto 2009    | CSS                 |
| 789445 | 2017 RQ65                | 14 settembre 2017 | Pan-STARRS          |
| 789446 | 2017 RY65                | 15 febbraio 2010  | Spacewatch          |
| 789447 | 2017 RD66                | 31 agosto 2017    | Pan-STARRS          |
| 789448 | 2017 RZ66                | 14 settembre 2017 | Pan-STARRS          |
| 789449 | 2017 RA70                | 14 settembre 2017 | Pan-STARRS          |
| 789450 | 2017 RD74                | 1 ottobre 2013    | Mount Lemmon Survey |
| 789451 | 2017 RO78                | 8 ottobre 2012    | Spacewatch          |
| 789452 | 2017 RF82                | 26 settembre 2006 | Spacewatch          |
| 789453 | 2017 RQ82                | 21 ottobre 2012   | Mount Lemmon Survey |
| 789454 | 2017 RF84                | 4 settembre 2008  | Spacewatch          |
| 789455 | 2017 RZ84                | 15 settembre 2017 | Pan-STARRS          |
| 789456 | 2017 RA87                | 18 ottobre 2012   | Pan-STARRS          |
| 789457 | 2017 RV88                | 2 novembre 2007   | Spacewatch          |
| 789458 | 2017 RX88                | 24 agosto 2017    | Pan-STARRS          |
| 789459 | 2017 RK90                | 31 agosto 2017    | Pan-STARRS          |
| 789460 | 2017 RU90                | 15 settembre 2017 | Pan-STARRS          |
| 789461 | 2017 RT91                | 31 agosto 2017    | Pan-STARRS          |
| 789462 | 2017 RZ93                | 29 marzo 2001     | SKADS               |
| 789463 | 2017 RU94                | 24 agosto 2017    | Pan-STARRS          |
| 789464 | 2017 RV94                | 8 giugno 2016     | Mount Lemmon Survey |
| 789465 | 2017 RR95                | 12 novembre 2012  | Mount Lemmon Survey |
| 789466 | 2017 RA96                | 18 febbraio 2015  | Pan-STARRS          |
| 789467 | 2017 RF96                | 13 gennaio 2008   | Spacewatch          |
| 789468 | 2017 RP98                | 24 gennaio 2014   | Pan-STARRS          |
| 789469 | 2017 RU101               | 24 agosto 2017    | Pan-STARRS          |
| 789470 | 2017 RL102               | 19 settembre 2006 | Spacewatch          |
| 789471 | 2017 RF103               | 27 dicembre 2013  | Mount Lemmon Survey |
| 789472 | 2017 RD105               | 10 ottobre 2012   | Mount Lemmon Survey |
| 789473 | 2017 RQ105               | 11 settembre 2017 | Pan-STARRS          |
| 789474 | 2017 RZ105               | 11 settembre 2017 | Pan-STARRS          |
| 789475 | 2017 RT106               | 18 aprile 2015    | CTIO-DECam          |
| 789476 | 2017 RP107               | 3 gennaio 2014    | Mount Lemmon Survey |
| 789477 | 2017 RZ107               | 13 novembre 2012  | Mount Lemmon Survey |
| 789478 | 2017 RU108               | 16 gennaio 2015   | Pan-STARRS          |
| 789479 | 2017 RB109               | 11 settembre 2017 | Pan-STARRS          |
| 789480 | 2017 RP110               | 1 settembre 2017  | Pan-STARRS          |
| 789481 | 2017 RB111               | 21 maggio 2015    | CTIO-DECam          |
| 789482 | 2017 RX111               | 2 settembre 2017  | Pan-STARRS          |
| 789483 | 2017 RR114               | 2 settembre 2017  | Pan-STARRS          |
| 789484 | 2017 RT118               | 2 settembre 2017  | Pan-STARRS          |
| 789485 | 2017 RL120               | 1 settembre 2017  | Pan-STARRS          |
| 789486 | 2017 RN120               | 15 settembre 2017 | Pan-STARRS          |
| 789487 | 2017 RV121               | 2 settembre 2017  | Pan-STARRS          |
| 789488 | 2017 RA123               | 2 settembre 2017  | Pan-STARRS          |
| 789489 | 2017 RX123               | 15 settembre 2017 | Pan-STARRS          |
| 789490 | 2017 RF124               | 13 settembre 2017 | Pan-STARRS          |
| 789491 | 2017 RG124               | 2 settembre 2017  | Mount Lemmon Survey |
| 789492 | 2017 RO124               | 14 settembre 2017 | Pan-STARRS          |
| 789493 | 2017 RK125               | 11 settembre 2017 | Pan-STARRS          |
| 789494 | 2017 RM125               | 11 settembre 2017 | Pan-STARRS          |
| 789495 | 2017 RW128               | 2 settembre 2017  | Pan-STARRS          |
| 789496 | 2017 RN129               | 1 settembre 2017  | Mount Lemmon Survey |
| 789497 | 2017 RT129               | 18 aprile 2015    | CTIO-DECam          |
| 789498 | 2017 RV129               | 14 settembre 2017 | Pan-STARRS          |
| 789499 | 2017 RE130               | 15 settembre 2017 | Pan-STARRS          |
| 789500 | 2017 RO132               | 15 settembre 2017 | Pan-STARRS          |

## 789501–789600
| Nome   | Designazione provvisoria | Data di scoperta  | Scopritore          |
| ------ | ------------------------ | ----------------- | ------------------- |
| 789501 | 2017 RC133               | 15 settembre 2017 | Pan-STARRS          |
| 789502 | 2017 RN133               | 15 settembre 2017 | Pan-STARRS          |
| 789503 | 2017 RF134               | 11 settembre 2017 | Pan-STARRS          |
| 789504 | 2017 RR140               | 2 settembre 2017  | Pan-STARRS          |
| 789505 | 2017 RH141               | 7 novembre 2012   | Mount Lemmon Survey |
| 789506 | 2017 RU141               | 12 settembre 2017 | Spacewatch          |
| 789507 | 2017 RF144               | 14 aprile 2015    | Mount Lemmon Survey |
| 789508 | 2017 RY144               | 1 settembre 2017  | Mount Lemmon Survey |
| 789509 | 2017 RC145               | 27 novembre 2013  | Pan-STARRS          |
| 789510 | 2017 RX146               | 11 settembre 2017 | Pan-STARRS          |
| 789511 | 2017 RZ146               | 15 settembre 2017 | Pan-STARRS          |
| 789512 | 2017 RJ150               | 30 marzo 2015     | Pan-STARRS          |
| 789513 | 2017 RU150               | 15 settembre 2017 | Pan-STARRS          |
| 789514 | 2017 RE151               | 14 settembre 2017 | Pan-STARRS          |
| 789515 | 2017 RY151               | 13 settembre 2017 | Pan-STARRS          |
| 789516 | 2017 RB152               | 15 settembre 2017 | Pan-STARRS          |
| 789517 | 2017 RY162               | 13 settembre 2017 | Pan-STARRS          |
| 789518 | 2017 RZ162               | 22 ottobre 2006   | Spacewatch          |
| 789519 | 2017 RD163               | 2 settembre 2017  | Mount Lemmon Survey |
| 789520 | 2017 RH163               | 13 settembre 2017 | Pan-STARRS          |
| 789521 | 2017 RL163               | 15 settembre 2017 | Pan-STARRS          |
| 789522 | 2017 RC164               | 14 settembre 2017 | Pan-STARRS          |
| 789523 | 2017 RJ164               | 11 ottobre 2012   | Pan-STARRS          |
| 789524 | 2017 RB166               | 1 settembre 2017  | Mount Lemmon Survey |
| 789525 | 2017 RE166               | 8 settembre 2017  | Pan-STARRS          |
| 789526 | 2017 RD176               | 13 settembre 2017 | Pan-STARRS          |
| 789527 | 2017 SV3                 | 16 settembre 2017 | Pan-STARRS          |
| 789528 | 2017 SV7                 | 22 agosto 2017    | Pan-STARRS          |
| 789529 | 2017 SN14                | 24 settembre 2017 | CSS                 |
| 789530 | 2017 SE19                | 22 settembre 2017 | Pan-STARRS          |
| 789531 | 2017 SF23                | 16 febbraio 2015  | Pan-STARRS          |
| 789532 | 2017 SC24                | 17 febbraio 2015  | Pan-STARRS          |
| 789533 | 2017 SG25                | 3 febbraio 2009   | Spacewatch          |
| 789534 | 2017 SK26                | 4 novembre 2007   | Mount Lemmon Survey |
| 789535 | 2017 SK28                | 16 marzo 2015     | Pan-STARRS          |
| 789536 | 2017 SF29                | 18 gennaio 2013   | Pan-STARRS          |
| 789537 | 2017 SV29                | 20 gennaio 2015   | Pan-STARRS          |
| 789538 | 2017 SE32                | 20 maggio 2015    | CTIO-DECam          |
| 789539 | 2017 SJ32                | 17 novembre 2004  | CINEOS              |
| 789540 | 2017 SE40                | 24 agosto 2017    | Pan-STARRS          |
| 789541 | 2017 SG42                | 20 novembre 2007  | Mount Lemmon Survey |
| 789542 | 2017 SW44                | 16 settembre 2017 | Pan-STARRS          |
| 789543 | 2017 SG47                | 10 ottobre 2012   | Pan-STARRS          |
| 789544 | 2017 SZ48                | 19 aprile 2007    | Spacewatch          |
| 789545 | 2017 SP49                | 23 ottobre 2012   | Spacewatch          |
| 789546 | 2017 SF50                | 24 agosto 2017    | Pan-STARRS          |
| 789547 | 2017 SU51                | 25 settembre 2012 | Mount Lemmon Survey |
| 789548 | 2017 SL58                | 7 novembre 2012   | Mount Lemmon Survey |
| 789549 | 2017 SS58                | 24 marzo 2015     | Pan-STARRS          |
| 789550 | 2017 SW58                | 16 settembre 2017 | Pan-STARRS          |
| 789551 | 2017 SO59                | 18 luglio 2012    | SSS                 |
| 789552 | 2017 SR62                | 22 agosto 2017    | Pan-STARRS          |
| 789553 | 2017 SW63                | 7 ottobre 2004    | Spacewatch          |
| 789554 | 2017 SD64                | 18 ottobre 2012   | Pan-STARRS          |
| 789555 | 2017 ST65                | 9 ottobre 2012    | Mount Lemmon Survey |
| 789556 | 2017 SA66                | 28 febbraio 2009  | Mount Lemmon Survey |
| 789557 | 2017 SM66                | 28 settembre 2006 | Mount Lemmon Survey |
| 789558 | 2017 SS66                | 31 gennaio 2009   | Spacewatch          |
| 789559 | 2017 SU75                | 20 agosto 2017    | Pan-STARRS          |
| 789560 | 2017 SO76                | 5 giugno 2016     | Pan-STARRS          |
| 789561 | 2017 ST76                | 2 ottobre 2006    | Mount Lemmon Survey |
| 789562 | 2017 SN77                | 29 dicembre 2005  | Mount Lemmon Survey |
| 789563 | 2017 SZ86                | 31 agosto 2017    | Pan-STARRS          |
| 789564 | 2017 SG91                | 31 agosto 2017    | Pan-STARRS          |
| 789565 | 2017 SU94                | 21 ottobre 2012   | Spacewatch          |
| 789566 | 2017 SV101               | 24 agosto 2017    | Pan-STARRS          |
| 789567 | 2017 SH104               | 11 settembre 2007 | Mount Lemmon Survey |
| 789568 | 2017 SC107               | 10 settembre 2007 | Spacewatch          |
| 789569 | 2017 SQ107               | 21 settembre 2017 | Pan-STARRS          |
| 789570 | 2017 SM108               | 21 settembre 2017 | Pan-STARRS          |
| 789571 | 2017 SS108               | 9 febbraio 2008   | Spacewatch          |
| 789572 | 2017 SY109               | 31 agosto 2017    | Pan-STARRS          |
| 789573 | 2017 SK119               | 31 agosto 2017    | Pan-STARRS          |
| 789574 | 2017 SJ120               | 12 novembre 2012  | Mount Lemmon Survey |
| 789575 | 2017 SS128               | 30 luglio 2017    | Pan-STARRS          |
| 789576 | 2017 SH132               | 19 aprile 2015    | Mount Lemmon Survey |
| 789577 | 2017 SO132               | 18 settembre 2017 | Pan-STARRS          |
| 789578 | 2017 SF133               | 30 settembre 2017 | Pan-STARRS          |
| 789579 | 2017 SJ133               | 20 maggio 2015    | CTIO-DECam          |
| 789580 | 2017 SU133               | 23 settembre 2017 | Pan-STARRS          |
| 789581 | 2017 SZ133               | 17 settembre 2017 | Pan-STARRS          |
| 789582 | 2017 SS134               | 29 ottobre 2006   | Spacewatch          |
| 789583 | 2017 SF137               | 22 settembre 2017 | Pan-STARRS          |
| 789584 | 2017 SX151               | 30 settembre 2017 | Mount Lemmon Survey |
| 789585 | 2017 SQ161               | 31 agosto 2017    | Pan-STARRS          |
| 789586 | 2017 SQ164               | 23 settembre 2017 | Pan-STARRS          |
| 789587 | 2017 SP165               | 24 settembre 2017 | Pan-STARRS          |
| 789588 | 2017 SA166               | 7 luglio 2005     | C. Veillet          |
| 789589 | 2017 ST172               | 18 aprile 2015    | CTIO-DECam          |
| 789590 | 2017 SS174               | 19 settembre 2001 | LINEAR              |
| 789591 | 2017 SX174               | 13 ottobre 2006   | Spacewatch          |
| 789592 | 2017 SN180               | 24 agosto 2017    | Pan-STARRS          |
| 789593 | 2017 SA181               | 1 febbraio 2009   | Spacewatch          |
| 789594 | 2017 SK190               | 24 settembre 2017 | Pan-STARRS          |
| 789595 | 2017 SH192               | 17 settembre 2006 | Spacewatch          |
| 789596 | 2017 SU194               | 24 settembre 2017 | Mount Lemmon Survey |
| 789597 | 2017 SK196               | 16 settembre 2017 | Pan-STARRS          |
| 789598 | 2017 SU196               | 16 settembre 2017 | Pan-STARRS          |
| 789599 | 2017 SV196               | 26 settembre 2017 | Pan-STARRS          |
| 789600 | 2017 SE197               | 26 settembre 2017 | Pan-STARRS          |

## 789601–789700
| Nome   | Designazione provvisoria | Data di scoperta  | Scopritore          |
| ------ | ------------------------ | ----------------- | ------------------- |
| 789601 | 2017 SF197               | 26 settembre 2003 | SDSS                |
| 789602 | 2017 SZ197               | 23 settembre 2017 | Pan-STARRS          |
| 789603 | 2017 SP198               | 24 settembre 2017 | Mount Lemmon Survey |
| 789604 | 2017 SZ198               | 7 maggio 2016     | Pan-STARRS          |
| 789605 | 2017 SP199               | 18 aprile 2015    | CTIO-DECam          |
| 789606 | 2017 SR199               | 18 settembre 2017 | Pan-STARRS          |
| 789607 | 2017 SY199               | 29 settembre 2017 | Pan-STARRS          |
| 789608 | 2017 SD200               | 26 settembre 2017 | Pan-STARRS          |
| 789609 | 2017 SF200               | 23 settembre 2017 | Pan-STARRS          |
| 789610 | 2017 ST200               | 29 settembre 2017 | Pan-STARRS          |
| 789611 | 2017 SB201               | 26 settembre 2017 | Pan-STARRS          |
| 789612 | 2017 SE201               | 30 settembre 2017 | Pan-STARRS          |
| 789613 | 2017 SP201               | 23 settembre 2017 | Pan-STARRS          |
| 789614 | 2017 SS201               | 16 settembre 2017 | Pan-STARRS          |
| 789615 | 2017 SY201               | 24 settembre 2017 | Mount Lemmon Survey |
| 789616 | 2017 SZ201               | 21 settembre 2017 | Pan-STARRS          |
| 789617 | 2017 SL202               | 22 settembre 2017 | Pan-STARRS          |
| 789618 | 2017 SZ202               | 27 settembre 2017 | Mount Lemmon Survey |
| 789619 | 2017 SA204               | 19 settembre 2017 | Pan-STARRS          |
| 789620 | 2017 SF204               | 19 settembre 2017 | Pan-STARRS          |
| 789621 | 2017 SQ204               | 21 aprile 2015    | CTIO-DECam          |
| 789622 | 2017 SU204               | 23 settembre 2017 | Pan-STARRS          |
| 789623 | 2017 SS206               | 22 settembre 2017 | Pan-STARRS          |
| 789624 | 2017 ST206               | 21 settembre 2011 | Mount Lemmon Survey |
| 789625 | 2017 SX206               | 30 settembre 2017 | Pan-STARRS          |
| 789626 | 2017 SZ206               | 24 settembre 2017 | Mount Lemmon Survey |
| 789627 | 2017 SA207               | 24 settembre 2017 | Pan-STARRS          |
| 789628 | 2017 SX208               | 19 settembre 2017 | Pan-STARRS          |
| 789629 | 2017 SR210               | 19 aprile 2015    | CTIO-DECam          |
| 789630 | 2017 SA219               | 21 maggio 2015    | CTIO-DECam          |
| 789631 | 2017 SR219               | 26 settembre 2017 | Pan-STARRS          |
| 789632 | 2017 SA221               | 20 maggio 2015    | CTIO-DECam          |
| 789633 | 2017 SX224               | 17 settembre 2017 | Pan-STARRS          |
| 789634 | 2017 SE225               | 22 settembre 2017 | Pan-STARRS          |
| 789635 | 2017 SK226               | 20 maggio 2015    | CTIO-DECam          |
| 789636 | 2017 SF234               | 16 settembre 2017 | Pan-STARRS          |
| 789637 | 2017 SG234               | 16 settembre 2017 | Pan-STARRS          |
| 789638 | 2017 SH234               | 16 settembre 2017 | Pan-STARRS          |
| 789639 | 2017 SW234               | 25 settembre 2017 | Pan-STARRS          |
| 789640 | 2017 SX234               | 23 gennaio 2015   | Pan-STARRS          |
| 789641 | 2017 SF238               | 22 settembre 2017 | Pan-STARRS          |
| 789642 | 2017 SU239               | 19 settembre 2017 | Pan-STARRS          |
| 789643 | 2017 SX239               | 21 settembre 2017 | Pan-STARRS          |
| 789644 | 2017 SH242               | 16 settembre 2017 | Pan-STARRS          |
| 789645 | 2017 SO242               | 25 settembre 2017 | Pan-STARRS          |
| 789646 | 2017 SK247               | 21 settembre 2017 | Pan-STARRS          |
| 789647 | 2017 SP247               | 19 settembre 2017 | Pan-STARRS          |
| 789648 | 2017 SK248               | 24 settembre 2017 | Pan-STARRS          |
| 789649 | 2017 SN248               | 21 settembre 2017 | Pan-STARRS          |
| 789650 | 2017 SV249               | 17 settembre 2017 | Pan-STARRS          |
| 789651 | 2017 SY249               | 17 settembre 2017 | Pan-STARRS          |
| 789652 | 2017 SB250               | 1 agosto 2017     | Pan-STARRS          |
| 789653 | 2017 SD250               | 17 settembre 2017 | Pan-STARRS          |
| 789654 | 2017 SN250               | 25 febbraio 2015  | Pan-STARRS          |
| 789655 | 2017 SP250               | 23 settembre 2017 | Pan-STARRS          |
| 789656 | 2017 SM251               | 21 settembre 2017 | Pan-STARRS          |
| 789657 | 2017 SC253               | 19 settembre 2017 | Pan-STARRS          |
| 789658 | 2017 SJ253               | 18 settembre 2017 | Pan-STARRS          |
| 789659 | 2017 SJ254               | 26 settembre 2017 | Mount Lemmon Survey |
| 789660 | 2017 SY254               | 23 settembre 2017 | Pan-STARRS          |
| 789661 | 2017 SL256               | 30 settembre 2017 | Pan-STARRS          |
| 789662 | 2017 SN256               | 29 agosto 2011    | SSS                 |
| 789663 | 2017 SP256               | 17 settembre 2017 | Pan-STARRS          |
| 789664 | 2017 SJ257               | 25 settembre 2017 | Pan-STARRS          |
| 789665 | 2017 SQ257               | 16 settembre 2017 | Pan-STARRS          |
| 789666 | 2017 SY257               | 20 settembre 2011 | Pan-STARRS          |
| 789667 | 2017 SZ257               | 24 settembre 2017 | Pan-STARRS          |
| 789668 | 2017 SB258               | 25 settembre 2017 | Pan-STARRS          |
| 789669 | 2017 SD258               | 22 settembre 2017 | Pan-STARRS          |
| 789670 | 2017 SV258               | 18 aprile 2015    | CTIO-DECam          |
| 789671 | 2017 SX258               | 23 settembre 2017 | Pan-STARRS          |
| 789672 | 2017 SS259               | 26 settembre 2017 | Mount Lemmon Survey |
| 789673 | 2017 SU259               | 25 settembre 2017 | Pan-STARRS          |
| 789674 | 2017 SA260               | 18 aprile 2015    | CTIO-DECam          |
| 789675 | 2017 SB260               | 8 ottobre 2012    | Pan-STARRS          |
| 789676 | 2017 SL260               | 17 settembre 2017 | Pan-STARRS          |
| 789677 | 2017 SM261               | 26 settembre 2017 | Pan-STARRS          |
| 789678 | 2017 SN262               | 25 settembre 2017 | Pan-STARRS          |
| 789679 | 2017 SX273               | 19 settembre 2017 | Pan-STARRS          |
| 789680 | 2017 SL278               | 9 aprile 2015     | Mount Lemmon Survey |
| 789681 | 2017 SX283               | 16 settembre 2017 | Pan-STARRS          |
| 789682 | 2017 SQ289               | 18 aprile 2015    | CTIO-DECam          |
| 789683 | 2017 SD290               | 19 aprile 2015    | CTIO-DECam          |
| 789684 | 2017 SO293               | 16 settembre 2017 | Pan-STARRS          |
| 789685 | 2017 SF294               | 29 settembre 2017 | Pan-STARRS          |
| 789686 | 2017 SK294               | 21 marzo 2015     | Pan-STARRS          |
| 789687 | 2017 SA295               | 19 settembre 2017 | Pan-STARRS          |
| 789688 | 2017 SO297               | 23 settembre 2017 | Pan-STARRS          |
| 789689 | 2017 SB299               | 17 settembre 2017 | Pan-STARRS          |
| 789690 | 2017 SN302               | 18 aprile 2015    | CTIO-DECam          |
| 789691 | 2017 SQ302               | 19 maggio 2015    | CTIO-DECam          |
| 789692 | 2017 SV303               | 21 settembre 2017 | Pan-STARRS          |
| 789693 | 2017 SR305               | 21 maggio 2015    | CTIO-DECam          |
| 789694 | 2017 SF306               | 25 settembre 2017 | Pan-STARRS          |
| 789695 | 2017 SJ313               | 15 marzo 2016     | Pan-STARRS          |
| 789696 | 2017 SJ314               | 26 settembre 2017 | Pan-STARRS          |
| 789697 | 2017 ST316               | 24 settembre 2017 | Mount Lemmon Survey |
| 789698 | 2017 SV317               | 18 aprile 2015    | CTIO-DECam          |
| 789699 | 2017 SW318               | 15 novembre 2006  | Mount Lemmon Survey |
| 789700 | 2017 SA319               | 25 settembre 2017 | Pan-STARRS          |

## 789701–789800
| Nome   | Designazione provvisoria | Data di scoperta  | Scopritore            |
| ------ | ------------------------ | ----------------- | --------------------- |
| 789701 | 2017 SM322               | 13 novembre 2012  | Mount Lemmon Survey   |
| 789702 | 2017 SU324               | 31 agosto 2017    | Mount Lemmon Survey   |
| 789703 | 2017 SW324               | 25 settembre 2017 | Pan-STARRS            |
| 789704 | 2017 SG326               | 2 gennaio 2009    | Spacewatch            |
| 789705 | 2017 SO326               | 16 settembre 2017 | Pan-STARRS            |
| 789706 | 2017 SN327               | 21 settembre 2017 | Pan-STARRS            |
| 789707 | 2017 SX327               | 22 settembre 2017 | Pan-STARRS            |
| 789708 | 2017 SE329               | 26 settembre 2006 | Spacewatch            |
| 789709 | 2017 SN330               | 30 settembre 2017 | Mount Lemmon Survey   |
| 789710 | 2017 SQ330               | 24 settembre 2017 | Mount Lemmon Survey   |
| 789711 | 2017 SA332               | 22 gennaio 2015   | Pan-STARRS            |
| 789712 | 2017 SG332               | 23 settembre 2017 | Pan-STARRS            |
| 789713 | 2017 SF335               | 24 settembre 2017 | Pan-STARRS            |
| 789714 | 2017 SF336               | 24 settembre 2017 | Pan-STARRS            |
| 789715 | 2017 SV337               | 26 febbraio 2009  | Spacewatch            |
| 789716 | 2017 SZ337               | 24 settembre 2017 | Pan-STARRS            |
| 789717 | 2017 SU340               | 23 settembre 2017 | Pan-STARRS            |
| 789718 | 2017 SD342               | 25 settembre 2017 | Pan-STARRS            |
| 789719 | 2017 SH346               | 17 settembre 2017 | Pan-STARRS            |
| 789720 | 2017 SK347               | 24 febbraio 2014  | Pan-STARRS            |
| 789721 | 2017 SC348               | 17 settembre 2017 | Pan-STARRS            |
| 789722 | 2017 SS362               | 26 settembre 2017 | Pan-STARRS            |
| 789723 | 2017 SH363               | 17 settembre 2017 | Pan-STARRS            |
| 789724 | 2017 SN363               | 21 ottobre 2006   | Mount Lemmon Survey   |
| 789725 | 2017 SQ363               | 16 settembre 2017 | Pan-STARRS            |
| 789726 | 2017 SG364               | 16 settembre 2017 | Pan-STARRS            |
| 789727 | 2017 SV364               | 25 settembre 2017 | Pan-STARRS            |
| 789728 | 2017 SO365               | 20 ottobre 2012   | Pan-STARRS            |
| 789729 | 2017 SQ365               | 25 settembre 2017 | Pan-STARRS            |
| 789730 | 2017 SD366               | 17 settembre 2017 | Pan-STARRS            |
| 789731 | 2017 SK366               | 29 settembre 2017 | Pan-STARRS            |
| 789732 | 2017 SQ366               | 24 settembre 2017 | Pan-STARRS            |
| 789733 | 2017 ST368               | 4 febbraio 2009   | Mount Lemmon Survey   |
| 789734 | 2017 SM369               | 21 ottobre 2007   | Mount Lemmon Survey   |
| 789735 | 2017 SQ369               | 12 ottobre 2007   | Mount Lemmon Survey   |
| 789736 | 2017 SF371               | 17 settembre 2017 | Pan-STARRS            |
| 789737 | 2017 SK374               | 19 settembre 2017 | Pan-STARRS            |
| 789738 | 2017 SN396               | 27 settembre 2017 | Mount Lemmon Survey   |
| 789739 | 2017 TA1                 | 13 gennaio 2011   | Spacewatch            |
| 789740 | 2017 TC15                | 22 settembre 2017 | Pan-STARRS            |
| 789741 | 2017 TP15                | 1 ottobre 2017    | Pan-STARRS            |
| 789742 | 2017 TL21                | 13 ottobre 2017   | Mount Lemmon Survey   |
| 789743 | 2017 TM21                | 15 ottobre 2017   | Mount Lemmon Survey   |
| 789744 | 2017 TC23                | 29 aprile 2014    | CTIO-DECam            |
| 789745 | 2017 TV23                | 11 ottobre 2017   | Pan-STARRS            |
| 789746 | 2017 TH24                | 15 ottobre 2017   | Mount Lemmon Survey   |
| 789747 | 2017 TO24                | 12 ottobre 2017   | Mount Lemmon Survey   |
| 789748 | 2017 TQ24                | 20 maggio 2015    | CTIO-DECam            |
| 789749 | 2017 TL25                | 13 ottobre 2017   | Mount Lemmon Survey   |
| 789750 | 2017 TD26                | 12 ottobre 2017   | Mount Lemmon Survey   |
| 789751 | 2017 TM26                | 26 settembre 2017 | Pan-STARRS            |
| 789752 | 2017 TS26                | 14 ottobre 2017   | M. Altmann, T. Prusti |
| 789753 | 2017 TU26                | 14 ottobre 2017   | Mount Lemmon Survey   |
| 789754 | 2017 TF27                | 19 settembre 2017 | Pan-STARRS            |
| 789755 | 2017 TL27                | 1 ottobre 2017    | Pan-STARRS            |
| 789756 | 2017 TA28                | 18 aprile 2015    | CTIO-DECam            |
| 789757 | 2017 TL30                | 15 ottobre 2017   | Mount Lemmon Survey   |
| 789758 | 2017 TO30                | 15 settembre 2017 | Pan-STARRS            |
| 789759 | 2017 TL33                | 17 settembre 2017 | Pan-STARRS            |
| 789760 | 2017 TR34                | 18 aprile 2015    | CTIO-DECam            |
| 789761 | 2017 TV35                | 10 ottobre 2017   | Pan-STARRS            |
| 789762 | 2017 TD36                | 11 ottobre 2017   | Pan-STARRS            |
| 789763 | 2017 TW36                | 14 ottobre 2017   | Mount Lemmon Survey   |
| 789764 | 2017 TW37                | 15 ottobre 2017   | Mount Lemmon Survey   |
| 789765 | 2017 TN38                | 9 ottobre 2017    | M. Altmann, T. Prusti |
| 789766 | 2017 TB45                | 18 aprile 2015    | CTIO-DECam            |
| 789767 | 2017 TG45                | 1 ottobre 2017    | Mount Lemmon Survey   |
| 789768 | 2017 TJ47                | 1 ottobre 2017    | Pan-STARRS            |
| 789769 | 2017 TR48                | 14 ottobre 2017   | Mount Lemmon Survey   |
| 789770 | 2017 TA53                | 15 ottobre 2017   | Mount Lemmon Survey   |
| 789771 | 2017 UO15                | 6 ottobre 2012    | Spacewatch            |
| 789772 | 2017 UC16                | 16 ottobre 2006   | Spacewatch            |
| 789773 | 2017 UZ21                | 15 settembre 2017 | Pan-STARRS            |
| 789774 | 2017 UC27                | 30 luglio 2017    | Pan-STARRS            |
| 789775 | 2017 UZ28                | 27 agosto 2006    | Spacewatch            |
| 789776 | 2017 UZ45                | 3 agosto 2017     | Pan-STARRS            |
| 789777 | 2017 UC48                | 28 ottobre 2017   | Pan-STARRS            |
| 789778 | 2017 UR53                | 29 ottobre 2017   | Pan-STARRS            |
| 789779 | 2017 UC54                | 24 ottobre 2017   | Mount Lemmon Survey   |
| 789780 | 2017 UJ58                | 19 ottobre 2017   | Pan-STARRS            |
| 789781 | 2017 UK69                | 5 gennaio 2013    | Spacewatch            |
| 789782 | 2017 US85                | 23 dicembre 2012  | Pan-STARRS            |
| 789783 | 2017 UT86                | 28 ottobre 2017   | Mount Lemmon Survey   |
| 789784 | 2017 UR89                | 27 ottobre 2017   | Mount Lemmon Survey   |
| 789785 | 2017 UL92                | 14 settembre 2017 | Pan-STARRS            |
| 789786 | 2017 UO93                | 18 ottobre 2017   | Pan-STARRS            |
| 789787 | 2017 UQ93                | 21 ottobre 2017   | Mount Lemmon Survey   |
| 789788 | 2017 UH94                | 28 ottobre 2017   | Pan-STARRS            |
| 789789 | 2017 UO94                | 18 aprile 2015    | CTIO-DECam            |
| 789790 | 2017 UP94                | 27 ottobre 2017   | Pan-STARRS            |
| 789791 | 2017 UU94                | 17 ottobre 2017   | Mount Lemmon Survey   |
| 789792 | 2017 UG96                | 21 ottobre 2017   | Mount Lemmon Survey   |
| 789793 | 2017 UD97                | 29 ottobre 2017   | Pan-STARRS            |
| 789794 | 2017 UE98                | 21 ottobre 2017   | Mount Lemmon Survey   |
| 789795 | 2017 UO98                | 21 ottobre 2017   | Mount Lemmon Survey   |
| 789796 | 2017 UT99                | 20 aprile 2015    | Pan-STARRS            |
| 789797 | 2017 UU99                | 17 aprile 2015    | Mount Lemmon Survey   |
| 789798 | 2017 UG100               | 21 ottobre 2017   | Mount Lemmon Survey   |
| 789799 | 2017 UM100               | 28 ottobre 2017   | Pan-STARRS            |
| 789800 | 2017 UG102               | 28 ottobre 2017   | Pan-STARRS            |

## 789801–789900
| Nome   | Designazione provvisoria | Data di scoperta  | Scopritore          |
| ------ | ------------------------ | ----------------- | ------------------- |
| 789801 | 2017 UH102               | 28 ottobre 2017   | Pan-STARRS          |
| 789802 | 2017 UU102               | 18 aprile 2015    | CTIO-DECam          |
| 789803 | 2017 UY102               | 23 ottobre 2012   | Mount Lemmon Survey |
| 789804 | 2017 UA103               | 18 aprile 2015    | CTIO-DECam          |
| 789805 | 2017 UB103               | 28 ottobre 2017   | Pan-STARRS          |
| 789806 | 2017 UE104               | 27 ottobre 2017   | Pan-STARRS          |
| 789807 | 2017 UL105               | 28 ottobre 2017   | Pan-STARRS          |
| 789808 | 2017 UO105               | 27 ottobre 2017   | Pan-STARRS          |
| 789809 | 2017 US105               | 23 ottobre 2017   | Mount Lemmon Survey |
| 789810 | 2017 UV107               | 30 ottobre 2017   | Pan-STARRS          |
| 789811 | 2017 UC108               | 28 ottobre 2017   | Pan-STARRS          |
| 789812 | 2017 UV109               | 28 aprile 2014    | CTIO-DECam          |
| 789813 | 2017 UW109               | 29 ottobre 2017   | Pan-STARRS          |
| 789814 | 2017 UX113               | 29 ottobre 2017   | Pan-STARRS          |
| 789815 | 2017 UZ117               | 28 ottobre 2017   | Pan-STARRS          |
| 789816 | 2017 UZ119               | 27 ottobre 2017   | Pan-STARRS          |
| 789817 | 2017 UD122               | 25 ottobre 2017   | Mount Lemmon Survey |
| 789818 | 2017 UL122               | 28 ottobre 2017   | Pan-STARRS          |
| 789819 | 2017 UF123               | 17 ottobre 2017   | Mount Lemmon Survey |
| 789820 | 2017 US123               | 28 ottobre 2017   | Pan-STARRS          |
| 789821 | 2017 UT135               | 8 ottobre 2012    | Mount Lemmon Survey |
| 789822 | 2017 UY135               | 27 ottobre 2017   | Mount Lemmon Survey |
| 789823 | 2017 UF138               | 19 ottobre 2003   | SDSS                |
| 789824 | 2017 UZ138               | 23 ottobre 2017   | Mount Lemmon Survey |
| 789825 | 2017 UE139               | 17 ottobre 2017   | Mount Lemmon Survey |
| 789826 | 2017 UF139               | 23 ottobre 2017   | Mount Lemmon Survey |
| 789827 | 2017 UK139               | 22 maggio 2015    | Pan-STARRS          |
| 789828 | 2017 UP146               | 28 ottobre 2017   | Pan-STARRS          |
| 789829 | 2017 UH158               | 21 gennaio 2015   | Pan-STARRS          |
| 789830 | 2017 UN173               | 5 luglio 2016     | Pan-STARRS          |
| 789831 | 2017 UW176               | 28 ottobre 2017   | Pan-STARRS          |
| 789832 | 2017 UZ178               | 23 ottobre 2017   | Mount Lemmon Survey |
| 789833 | 2017 UE180               | 5 luglio 2016     | Pan-STARRS          |
| 789834 | 2017 UM191               | 30 agosto 2011    | Pan-STARRS          |
| 789835 | 2017 UU191               | 3 luglio 2016     | Mount Lemmon Survey |
| 789836 | 2017 UO192               | 21 ottobre 2017   | Mount Lemmon Survey |
| 789837 | 2017 UW193               | 21 ottobre 2017   | Mount Lemmon Survey |
| 789838 | 2017 UM194               | 20 settembre 2011 | Mount Lemmon Survey |
| 789839 | 2017 UY194               | 22 ottobre 2011   | Mount Lemmon Survey |
| 789840 | 2017 UJ195               | 28 ottobre 2017   | Pan-STARRS          |
| 789841 | 2017 UH212               | 29 ottobre 2017   | Pan-STARRS          |
| 789842 | 2017 UU213               | 28 ottobre 2017   | Pan-STARRS          |
| 789843 | 2017 UP214               | 27 ottobre 2017   | Mount Lemmon Survey |
| 789844 | 2017 UF215               | 29 ottobre 2017   | Pan-STARRS          |
| 789845 | 2017 UG219               | 27 febbraio 2015  | Pan-STARRS          |
| 789846 | 2017 VF4                 | 24 settembre 2011 | CSS                 |
| 789847 | 2017 VO9                 | 17 ottobre 2017   | K. Sárneczky        |
| 789848 | 2017 VV9                 | 31 ottobre 2008   | Spacewatch          |
| 789849 | 2017 VB18                | 13 giugno 2015    | Pan-STARRS          |
| 789850 | 2017 VS21                | 13 novembre 2017  | Pan-STARRS          |
| 789851 | 2017 VF22                | 13 ottobre 2017   | Mount Lemmon Survey |
| 789852 | 2017 VS22                | 21 maggio 2015    | Pan-STARRS          |
| 789853 | 2017 VS23                | 24 settembre 2017 | Pan-STARRS          |
| 789854 | 2017 VC24                | 20 settembre 2011 | Pan-STARRS          |
| 789855 | 2017 VF24                | 18 ottobre 2017   | Pan-STARRS          |
| 789856 | 2017 VZ25                | 20 settembre 2011 | Mount Lemmon Survey |
| 789857 | 2017 VU37                | 24 ottobre 2003   | Spacewatch          |
| 789858 | 2017 VU38                | 23 settembre 2011 | Pan-STARRS          |
| 789859 | 2017 VV38                | 13 novembre 2017  | Pan-STARRS          |
| 789860 | 2017 VG41                | 30 settembre 2010 | Mount Lemmon Survey |
| 789861 | 2017 VN41                | 13 novembre 2017  | Pan-STARRS          |
| 789862 | 2017 VP41                | 15 novembre 2017  | Mount Lemmon Survey |
| 789863 | 2017 VX41                | 14 novembre 2017  | Mount Lemmon Survey |
| 789864 | 2017 VB42                | 20 maggio 2015    | CTIO-DECam          |
| 789865 | 2017 VV42                | 15 novembre 2017  | Mount Lemmon Survey |
| 789866 | 2017 VL50                | 13 novembre 2017  | Pan-STARRS          |
| 789867 | 2017 VR50                | 15 novembre 2017  | Mount Lemmon Survey |
| 789868 | 2017 VX50                | 27 ottobre 2017   | Mount Lemmon Survey |
| 789869 | 2017 VR53                | 10 settembre 2007 | Mount Lemmon Survey |
| 789870 | 2017 VW53                | 10 novembre 2017  | Pan-STARRS          |
| 789871 | 2017 VG57                | 19 aprile 2015    | CTIO-DECam          |
| 789872 | 2017 VU57                | 7 novembre 2017   | Pan-STARRS          |
| 789873 | 2017 VD58                | 23 aprile 2014    | CTIO-DECam          |
| 789874 | 2017 VQ60                | 15 novembre 2017  | Mount Lemmon Survey |
| 789875 | 2017 VJ67                | 25 aprile 2015    | Pan-STARRS          |
| 789876 | 2017 VQ67                | 12 luglio 2016    | Mount Lemmon Survey |
| 789877 | 2017 VC68                | 10 novembre 2017  | Pan-STARRS          |
| 789878 | 2017 WX2                 | 21 maggio 2015    | Pan-STARRS          |
| 789879 | 2017 WN5                 | 17 gennaio 2013   | Pan-STARRS          |
| 789880 | 2017 WZ5                 | 28 settembre 2011 | Mount Lemmon Survey |
| 789881 | 2017 WJ8                 | 18 novembre 2017  | Pan-STARRS          |
| 789882 | 2017 WB30                | 24 ottobre 2013   | Pan-STARRS          |
| 789883 | 2017 WQ30                | 16 novembre 2017  | Mount Lemmon Survey |
| 789884 | 2017 WZ34                | 28 marzo 2015     | Pan-STARRS          |
| 789885 | 2017 WA36                | 22 novembre 2017  | Pan-STARRS          |
| 789886 | 2017 WK39                | 23 maggio 2014    | Pan-STARRS          |
| 789887 | 2017 WC44                | 27 novembre 2017  | Mount Lemmon Survey |
| 789888 | 2017 WN44                | 21 novembre 2017  | Pan-STARRS          |
| 789889 | 2017 WS44                | 25 novembre 2017  | Mount Lemmon Survey |
| 789890 | 2017 WZ44                | 16 novembre 2017  | Mount Lemmon Survey |
| 789891 | 2017 WK46                | 21 novembre 2017  | Pan-STARRS          |
| 789892 | 2017 WO46                | 18 novembre 2017  | Pan-STARRS          |
| 789893 | 2017 WS46                | 21 novembre 2017  | Pan-STARRS          |
| 789894 | 2017 WR47                | 27 novembre 2017  | Mount Lemmon Survey |
| 789895 | 2017 WK48                | 17 novembre 2017  | Mount Lemmon Survey |
| 789896 | 2017 WS49                | 21 novembre 2017  | Pan-STARRS          |
| 789897 | 2017 WC51                | 13 febbraio 2008  | Mount Lemmon Survey |
| 789898 | 2017 WQ52                | 18 novembre 2017  | Pan-STARRS          |
| 789899 | 2017 WG55                | 20 maggio 2015    | CTIO-DECam          |
| 789900 | 2017 WX62                | 21 novembre 2017  | Pan-STARRS          |

## 789901–790000
| Nome   | Designazione provvisoria | Data di scoperta  | Scopritore              |
| ------ | ------------------------ | ----------------- | ----------------------- |
| 789901 | 2017 WR63                | 19 novembre 2017  | Pan-STARRS              |
| 789902 | 2017 WW63                | 2 giugno 2014     | Pan-STARRS              |
| 789903 | 2017 WP64                | 18 novembre 2017  | Pan-STARRS              |
| 789904 | 2017 WF65                | 25 settembre 2016 | Mount Lemmon Survey     |
| 789905 | 2017 WG66                | 21 maggio 2015    | Pan-STARRS              |
| 789906 | 2017 WF68                | 21 novembre 2017  | Mount Lemmon Survey     |
| 789907 | 2017 WN77                | 17 novembre 2017  | Pan-STARRS              |
| 789908 | 2017 WM80                | 28 aprile 2014    | CTIO-DECam              |
| 789909 | 2017 WX85                | 21 novembre 2017  | Pan-STARRS              |
| 789910 | 2017 WR88                | 15 ottobre 2017   | Mount Lemmon Survey     |
| 789911 | 2017 WQ90                | 21 novembre 2017  | Pan-STARRS              |
| 789912 | 2017 WE96                | 17 novembre 2017  | Pan-STARRS              |
| 789913 | 2017 WF96                | 17 novembre 2017  | Pan-STARRS              |
| 789914 | 2017 WB98                | 15 ottobre 2017   | Mount Lemmon Survey     |
| 789915 | 2017 WD102               | 18 novembre 2017  | Pan-STARRS              |
| 789916 | 2017 WE102               | 24 febbraio 2014  | Pan-STARRS              |
| 789917 | 2017 XW                  | 18 gennaio 2015   | Pan-STARRS              |
| 789918 | 2017 XT6                 | 3 agosto 2016     | Pan-STARRS              |
| 789919 | 2017 XN8                 | 4 settembre 2011  | Pan-STARRS              |
| 789920 | 2017 XQ12                | 18 aprile 2015    | CTIO-DECam              |
| 789921 | 2017 XV13                | 28 ottobre 2017   | Pan-STARRS              |
| 789922 | 2017 XD14                | 7 agosto 2016     | Pan-STARRS              |
| 789923 | 2017 XQ17                | 2 dicembre 2005   | Spacewatch              |
| 789924 | 2017 XE20                | 15 settembre 2012 | Spacewatch              |
| 789925 | 2017 XG31                | 19 novembre 2006  | Spacewatch              |
| 789926 | 2017 XK33                | 30 ottobre 2017   | Pan-STARRS              |
| 789927 | 2017 XM35                | 27 novembre 2017  | Mount Lemmon Survey     |
| 789928 | 2017 XT39                | 20 maggio 2015    | CTIO-DECam              |
| 789929 | 2017 XC43                | 3 maggio 2014     | Mount Lemmon Survey     |
| 789930 | 2017 XP45                | 24 settembre 2011 | Pan-STARRS              |
| 789931 | 2017 XE46                | 29 settembre 2011 | Mount Lemmon Survey     |
| 789932 | 2017 XR46                | 26 marzo 2014     | Mount Lemmon Survey     |
| 789933 | 2017 XE50                | 21 novembre 2017  | Pan-STARRS              |
| 789934 | 2017 XA51                | 14 novembre 2017  | Mount Lemmon Survey     |
| 789935 | 2017 XK51                | 30 dicembre 2011  | Mount Lemmon Survey     |
| 789936 | 2017 XF56                | 25 settembre 2011 | Pan-STARRS              |
| 789937 | 2017 XJ57                | 8 giugno 2016     | Pan-STARRS              |
| 789938 | 2017 XM71                | 8 dicembre 2017   | Pan-STARRS              |
| 789939 | 2017 XF72                | 13 dicembre 2017  | Mount Lemmon Survey     |
| 789940 | 2017 XL76                | 8 dicembre 2017   | Pan-STARRS              |
| 789941 | 2017 XL83                | 12 dicembre 2017  | Pan-STARRS              |
| 789942 | 2017 XO86                | 13 dicembre 2017  | Mount Lemmon Survey     |
| 789943 | 2017 XV86                | 14 dicembre 2017  | Mount Lemmon Survey     |
| 789944 | 2017 XY92                | 8 dicembre 2017   | Pan-STARRS              |
| 789945 | 2017 XJ95                | 8 dicembre 2017   | Pan-STARRS              |
| 789946 | 2017 XM96                | 13 dicembre 2017  | Mount Lemmon Survey     |
| 789947 | 2017 YU10                | 26 agosto 2016    | Pan-STARRS              |
| 789948 | 2017 YD23                | 23 dicembre 2017  | Pan-STARRS              |
| 789949 | 2017 YJ25                | 23 dicembre 2017  | Pan-STARRS              |
| 789950 | 2017 YS26                | 24 dicembre 2017  | Pan-STARRS              |
| 789951 | 2017 YH27                | 20 dicembre 2017  | Mount Lemmon Survey     |
| 789952 | 2017 YL28                | 23 dicembre 2017  | Pan-STARRS              |
| 789953 | 2017 YX28                | 27 dicembre 2017  | Mount Lemmon Survey     |
| 789954 | 2017 YG29                | 23 dicembre 2017  | Pan-STARRS              |
| 789955 | 2017 YZ35                | 23 dicembre 2017  | Pan-STARRS              |
| 789956 | 2017 YX40                | 25 dicembre 2017  | Pan-STARRS              |
| 789957 | 2017 YT41                | 25 dicembre 2017  | Pan-STARRS              |
| 789958 | 2017 YV42                | 29 dicembre 2017  | Pan-STARRS              |
| 789959 | 2017 YW45                | 25 dicembre 2017  | Pan-STARRS              |
| 789960 | 2017 YD46                | 25 dicembre 2017  | Pan-STARRS              |
| 789961 | 2017 YB52                | 29 agosto 2016    | Mount Lemmon Survey     |
| 789962 | 2017 YM58                | 23 maggio 2014    | Pan-STARRS              |
| 789963 | 2017 YY58                | 16 dicembre 2017  | Mount Lemmon Survey     |
| 789964 | 2017 YN59                | 23 dicembre 2017  | Pan-STARRS              |
| 789965 | 2017 YC61                | 2 ottobre 2016    | Pan-STARRS              |
| 789966 | 2017 YN65                | 29 dicembre 2017  | Pan-STARRS              |
| 789967 | 2017 YD70                | 16 dicembre 2017  | Mount Lemmon Survey     |
| 789968 | 2017 YJ71                | 24 dicembre 2017  | Pan-STARRS              |
| 789969 | 2018 AW5                 | 30 aprile 2014    | Pan-STARRS              |
| 789970 | 2018 AV15                | 23 settembre 2017 | Pan-STARRS              |
| 789971 | 2018 AM27                | 15 gennaio 2018   | Pan-STARRS              |
| 789972 | 2018 AV31                | 12 gennaio 2018   | Mount Lemmon Survey     |
| 789973 | 2018 AO32                | 12 gennaio 2018   | Pan-STARRS              |
| 789974 | 2018 AT35                | 15 gennaio 2018   | Pan-STARRS              |
| 789975 | 2018 AK43                | 15 gennaio 2018   | Pan-STARRS              |
| 789976 | 2018 AL43                | 24 settembre 2008 | Mount Lemmon Survey     |
| 789977 | 2018 AD46                | 15 gennaio 2018   | Pan-STARRS              |
| 789978 | 2018 AF46                | 15 gennaio 2018   | Pan-STARRS              |
| 789979 | 2018 AG46                | 15 gennaio 2018   | Pan-STARRS              |
| 789980 | 2018 AS46                | 15 gennaio 2018   | Pan-STARRS              |
| 789981 | 2018 AX46                | 29 aprile 2014    | CTIO-DECam              |
| 789982 | 2018 AU47                | 27 giugno 2015    | Pan-STARRS              |
| 789983 | 2018 AK48                | 5 novembre 2016   | Pan-STARRS              |
| 789984 | 2018 AS51                | 13 febbraio 2004  | Spacewatch              |
| 789985 | 2018 AH52                | 14 gennaio 2018   | Pan-STARRS              |
| 789986 | 2018 AQ54                | 15 gennaio 2018   | Pan-STARRS              |
| 789987 | 2018 AD55                | 14 gennaio 2018   | Pan-STARRS              |
| 789988 | 2018 AP63                | 30 settembre 2016 | Pan-STARRS              |
| 789989 | 2018 BW11                | 21 gennaio 2018   | S. Mottola, S. Hellmich |
| 789990 | 2018 BM18                | 16 gennaio 2018   | Pan-STARRS              |
| 789991 | 2018 BP19                | 20 maggio 2015    | CTIO-DECam              |
| 789992 | 2018 BZ19                | 21 maggio 2015    | CTIO-DECam              |
| 789993 | 2018 BH20                | 20 gennaio 2018   | Pan-STARRS              |
| 789994 | 2018 BR22                | 16 gennaio 2018   | Pan-STARRS              |
| 789995 | 2018 BA24                | 20 gennaio 2018   | Pan-STARRS              |
| 789996 | 2018 BB24                | 23 gennaio 2018   | Mount Lemmon Survey     |
| 789997 | 2018 BG27                | 20 gennaio 2018   | Pan-STARRS              |
| 789998 | 2018 BD29                | 20 gennaio 2018   | Pan-STARRS              |
| 789999 | 2018 BV29                | 27 gennaio 2018   | Mount Lemmon Survey     |
| 790000 | 2018 BK32                | 16 gennaio 2018   | Pan-STARRS              |